# Ciimo

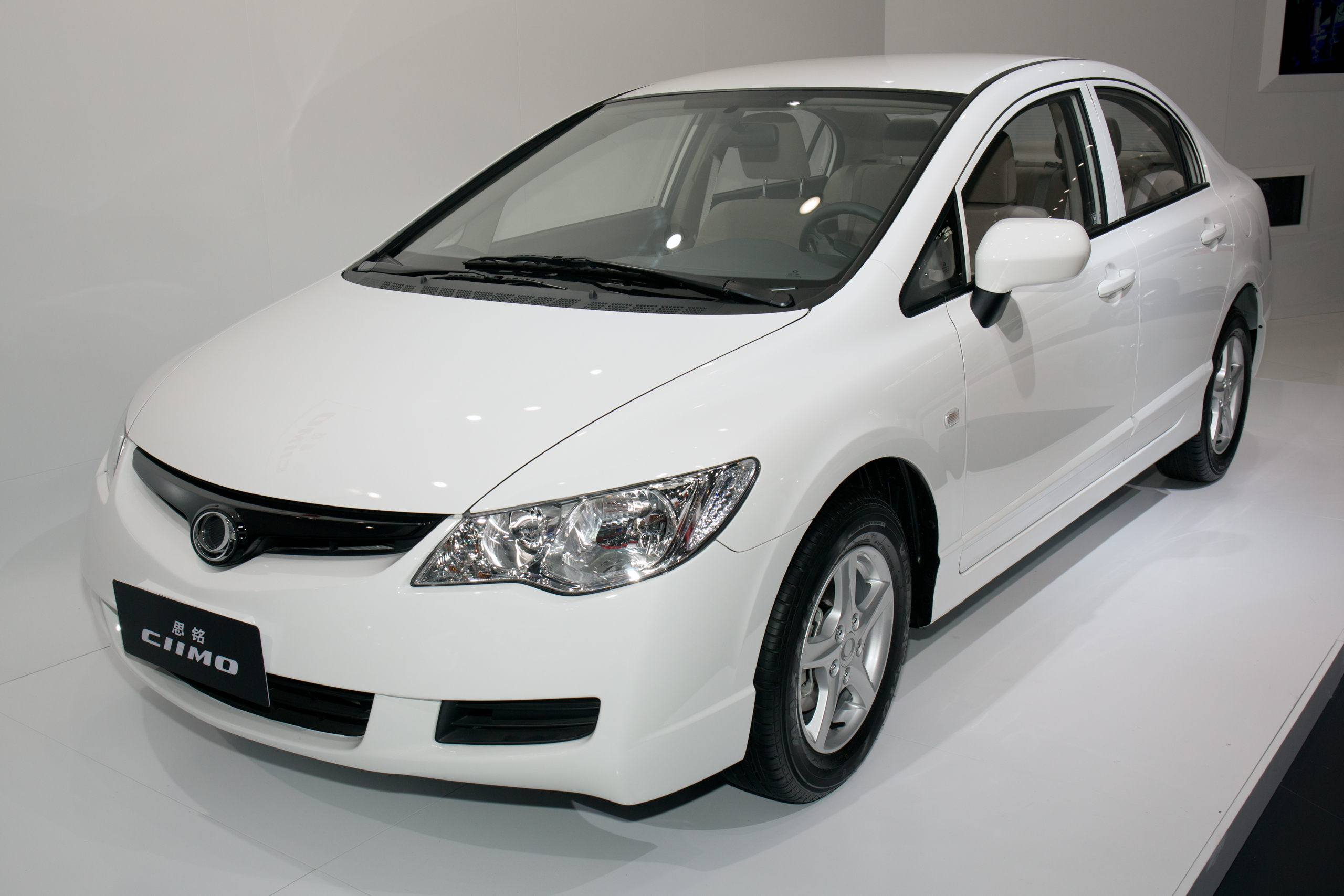
Ciimo

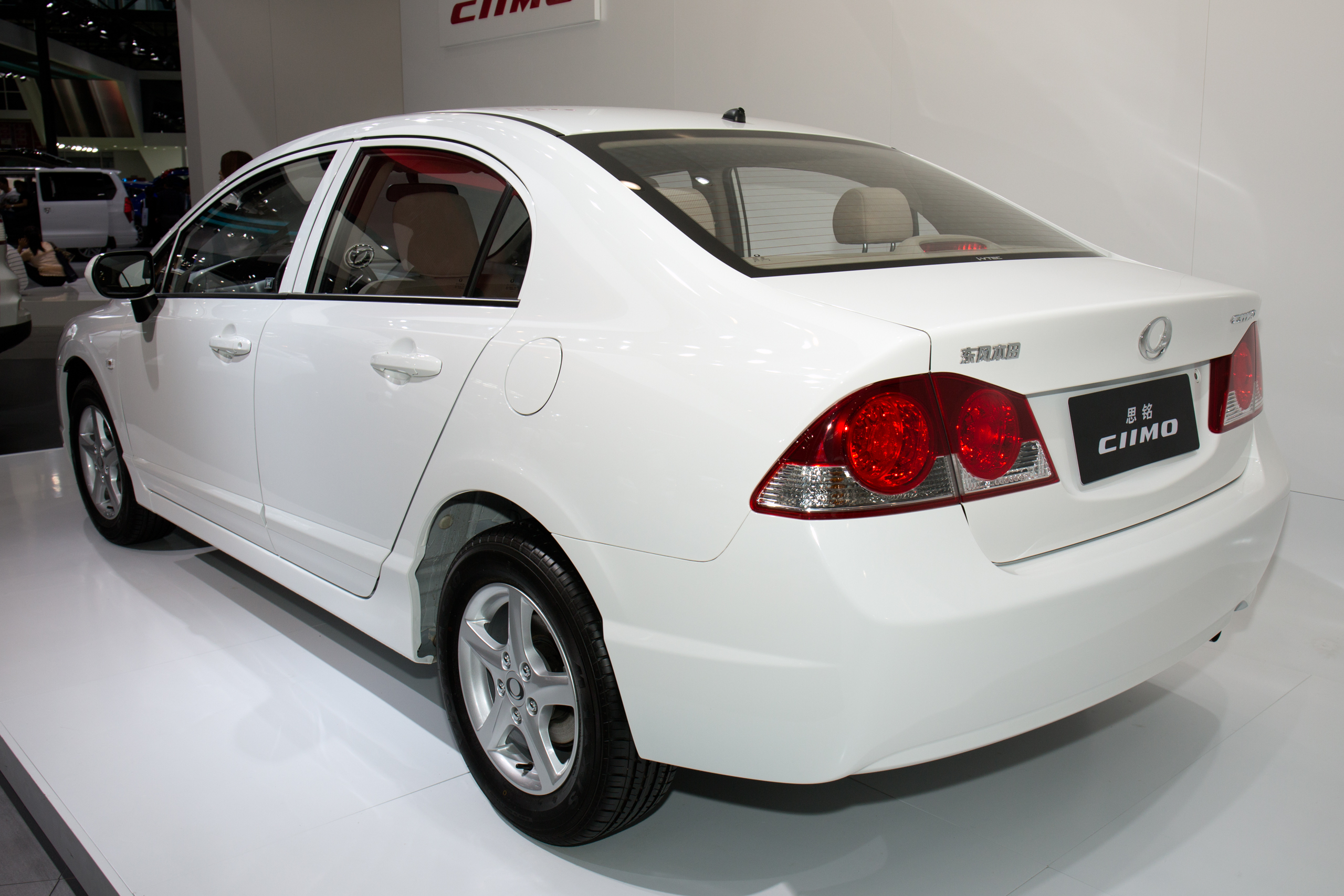
Heckansicht

Ciimo (chinesisch Si Ming) war eine Automarke aus der Volksrepublik China für den chinesischen Markt.

## Markengeschichte
Dongfeng Honda Automobile aus Wuhan stellte 2011 erstmals ein Automobil mit dem Markennamen Ciimo vor. Im April 2012 begann die Serienproduktion. In dem Jahr wurden 14.089 Fahrzeuge verkauft. 2013 waren es 12.563 Fahrzeuge und im Folgejahr 11.014. Im April 2015 endete die Produktion. 2015 wurden 2354 Fahrzeuge verkauft und 2016 nur noch 1176.

## Fahrzeuge
Das einzige Modell war der 1,8. Es basierte auf dem Honda Civic der achten Generation (2005–2011). Die viertürige Limousine war bei einem Radstand von 2700 mm 4530 mm lang, 1755 mm breit und 1460 mm hoch. Das Leergewicht war mit 1180 kg angegeben. Ein Vierzylinder-Reihenmotor mit 1799 cm³ Hubraum und 140 PS Leistung trieb die Fahrzeuge an.

## Submarke oder Marke?
Einige Quellen sehen Ciimo nur als Submarke unterhalb der Marke Dongfeng oder Dongfeng-Honda.
Eine Internetangabe vermeidet den Begriff sub brand, schreibt aber Dongfeng Honda Ciimo.
Andere Quellen bezeichnen Ciimo als Marke. Die Verkaufszahlen in China lauteten auf Ciimo, nicht auf Dongfeng Ciimo.